# باراند
باراند (به مجاری: Báránd) یک منطقهٔ مسکونی در مجارستان است که در ناحیه پوشپوک‌لادانی واقع شده‌است. باراند ۴۲٫۵۶ کیلومتر مربع مساحت و ۲٬۶۳۱ نفر جمعیت دارد.